# Simaethea
Simaethea là một chi bọ cánh cứng trong họ Chrysomelidae.
Chi này được miêu tả khoa học năm 1865 bởi Baly.

## Các loài
Các loài trong chi này gồm:
- Simaethea furthi Mohamedsaid, 2004
- Simaethea sabahensis Mohamedsaid, 1998
- Simaethea sarawakensis Mohamedsaid, 2004